# Rock DJ
Singles de Robbie Williams
Win Some Lose Some
(2000) Kids
(2000)
Clip vidéo
[vidéo] « Rock DJ », sur YouTube
Rock DJ est une chanson interprétée par le chanteur britannique Robbie Williams. Sortie en single le 31 juillet 2000 il s'agit du premier extrait de l'album Sing When You're Winning.
Elle contient un sample de la chanson It's Ecstasy When You Lay Down Next to Me de Barry White.
Elle connaît un succès international et se classe en tête des ventes au Royaume-Uni, en Irlande et en Nouvelle-Zélande.
Le clip vidéo, qui met en scène Robbie Williams dans un striptease poussé à l'extrême où il finit à l'état de squelette, a marqué les esprits et reçu plusieurs récompenses.

## Clip
Réalisé par Vaughan Arnell, il montre Robbie Williams danser au milieu d'une piste de roller disco. Plusieurs femmes en patins à roulettes tournent autour de lui sans lui prêter attention. Le chanteur qui veut se faire remarquer par la disc jockey (jouée par Lauren Gold), commence à se déshabiller mais ne suscite que de l'indifférence. Il enlève alors sa peau comme s'il s'agissait d'un tee-shirt, puis arrache ses muscles et son cœur avant de les jeter aux patineuses qui s'en repaissent. Ce n'est que réduit à l'état d'un squelette que le chanteur réussi enfin à attirer l'attention de la DJ qui vient danser sur la piste avec lui.
L'inscription No Robbies were harmed during the making of this video (Aucun Robbie n'a été maltraité pendant le tournage de cette vidéo) apparaît à la fin du clip.
Dévoilé le 6 juillet 2000 à Londres lors de l'enregistrement de l'émission Top of the Pops, le clip fait forte impression aux personnalités présentes, mais c'est une version expurgée des scènes jugées choquantes par la BBC (nudité, cannibalisme, gore) qui est diffusée le lendemain. La version intégrale ne sera diffusée pour la première fois que très tard dans la nuit du 8 au 9 juillet.
Dans les autres pays, c'est la version censurée qui est le plus souvent diffusée, tandis qu'en République dominicaine, la vidéo est tout simplement interdite car jugée sataniste.

## Distinctions
Rock DJ est sacré meilleur single britannique et meilleure vidéo britannique aux Brit Awards 2001.
Aux MTV Video Music Awards en 2001, le clip remporte le prix des meilleurs effets visuels et reçoit deux nominations dans les catégories Meilleure vidéo masculine et Vidéo la plus révolutionnaire (Breakthrough Video).

## Cérémonie d'ouverture de la coupe du monde de football de 2018
Le 14 juin 2018, Robbie Williams chante plusieurs chansons pendant la cérémonie d'ouverture de la coupe du monde de football à Moscou, et créé la polémique en faisant un doigt d'honneur alors qu'il interprète Rock DJ en changeant quelques paroles. Il chante ainsi I did this for free (je l'ai fait gratuitement) juste avant son geste qui est adressé à ses détracteurs, dont le député travailliste Stephen Doughty qui avait déclaré être « déçu et surpris » que le chanteur « ait accepté d'être payé par la Russie et la FIFA », cela sur fond de crise diplomatique entre le Royaume-Uni et la Russie provoquée par l'affaire Skripal.

## Classements hebdomadaires
| Classement (2000-2001)                  | Meilleure position |
| --------------------------------------- | ------------------ |
| Allemagne (GfK Entertainment)           | 9                  |
| Australie (ARIA)                        | 4                  |
| Autriche (Ö3 Austria Top 40)            | 7                  |
| Belgique (Flandre Ultratop 50 Singles)  | 18                 |
| Belgique (Wallonie Ultratop 50 Singles) | 16                 |
| Canada (RPM Top Singles)                | 25                 |
| Écosse (OCC)                            | 1                  |
| Espagne (PROMUSICAE)                    | 3                  |
| États-Unis (Dance Club Songs)           | 24                 |
| Finlande (Suomen virallinen lista)      | 15                 |
| France (SNEP)                           | 40                 |
| Irlande (IRMA)                          | 1                  |
| Italie (FIMI)                           | 3                  |
| Norvège (VG-lista)                      | 8                  |
| Nouvelle-Zélande (RMNZ)                 | 1                  |
| Pays-Bas (Nederlandse Top 40)           | 6                  |
| Pays-Bas (Single Top 100)               | 11                 |
| Royaume-Uni (UK Singles Chart)          | 1                  |
| Suède (Sverigetopplistan)               | 18                 |
| Suisse (Schweizer Hitparade)            | 9                  |

## Certifications
| Pays                    | Certification | Unités certifiées |
| ----------------------- | ------------- | ----------------- |
| Australie (ARIA)        | Platine       | 70 000            |
| Nouvelle-Zélande (RMNZ) | Or            | 5 000             |
| Royaume-Uni (BPI)       | 2 × Platine   | 1 200 000         |